# 下高倉西
下高倉西（しもたかくらにし）は岡山県津山市にある地名。郵便番号は708-1123。

## 地理
高倉地区の南西に位置する。

### 河川
- 蟹子川

## 歴史

### 沿革
- 1872年 - 下高倉村東分、下高倉村西分が合併、下高倉村となる。
- 1886年 - 下高倉村が下高倉東村と下高倉西村に分村。
- 1889年6月1日 - 町村制施行に伴い、東北条郡下高倉西村が同郡上高倉村、下高倉東村と合併し、高倉村となる。下高倉西村は大字下高倉西となる。
- 1900年4月1日 - 東北条郡が東南条郡、西西条郡、西北条郡と合併し、苫田郡となる。
- 1954年7月1日 - 高倉村が 周辺の9村とともに津山市へ編入される。

## 世帯数と人口
2021年（令和3年）1月1日現在の世帯数と人口は以下の通りである。
| 町丁     | 世帯数  | 人口  |
| -------- | ------- | ----- |
| 下高倉西 | 426世帯 | 985人 |

## 小・中学校の学区
市立小・中学校に通う場合、学区は以下の通りとなる。
| 番地 | 小学校             | 中学校             |
| ---- | ------------------ | ------------------ |
| 全域 | 津山市立高倉小学校 | 津山市立中道中学校 |

## 交通

### 道路
- 岡山県道345号上横野兼田線
- 岡山県道346号下高倉西高野本郷線

## 施設
- 津山市立高倉小学校
- 津山市高倉公民館
- 美作高倉簡易郵便局
- 高倉神社